# Нипков, Пауль
Пауль Юлиус Готлиб Нипков (нем. Paul Julius Gottlieb Nipkow, 22 августа 1860, Лауэнбург — 24 августа 1940, Берлин) — немецкий техник и изобретатель. Изобретённый им диск, получивший название диск Нипкова, послужил основой для появления механического телевидения в 1920-x годах.

## Учёба
Ещё во время школьной учёбы в Нойштадте в Западной Пруссии (ныне Вейхерово, Республика Польша) Нипков экспериментировал с телефонией и передачей движущихся картинок. После завершения школы он отправился в Берлин для продолжения образования. Он учился физиологической оптике у Германа фон Гельмгольца, а затем и электрофизике у Адольфа Слаби.

## Диск Нипкова

Диск Нипкова

Ещё будучи студентом, он изобрёл диск Нипкова. К идее использования диска с отверстиями по спирали для разделения изображения на отдельные элементы он пришёл, сидя дома в одиночестве на сочельник 1883 года, разглядывая масляную лампу. Следует заметить, что ещё в 1840 году Александр Бейн передавал изображения по телеграфу, Нипков лишь значительно упростил процесс кодирования и декодирования изображения.
Он подал заявку на патент об изобретении электрического телескопа для воспроизведения светящихся объектов в имперское патентное бюро в Берлине. 15 января 1885 года заявка была удовлетворена. Неизвестно, пытался ли Нипков создать устройство, использующее такой диск. Патент был отозван через 15 лет по причине отсутствия интереса к изобретению. Нипков получил должность конструктора в институте Берлина и больше не интересовался темой передачи изображений.

## Первые телевизионные системы

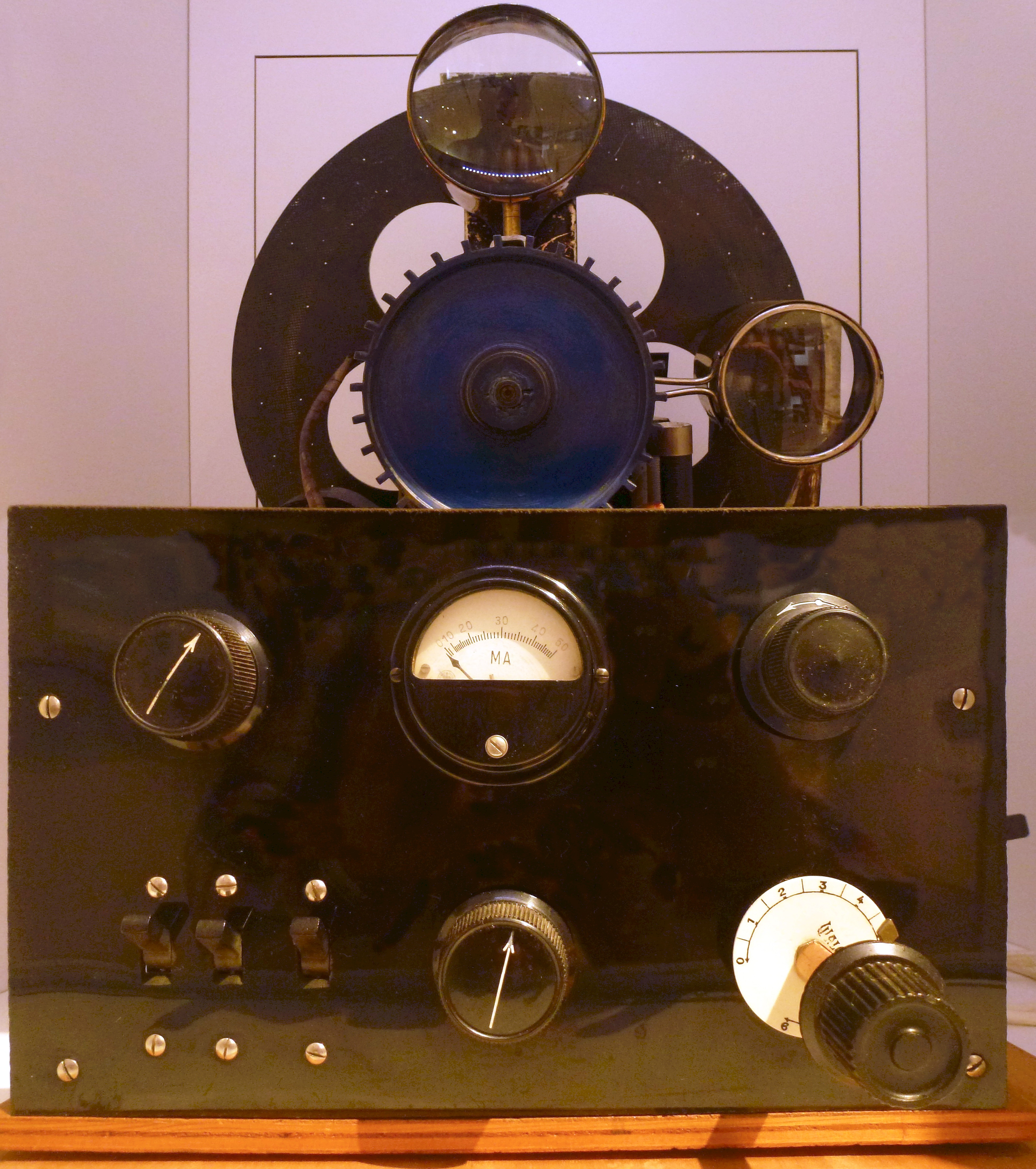
Телевизионный приёмник с диском Нипкова в Стокгольмском техническом музее

В первых телевизионных системах, которые были оптомеханическими, широко использовался диск Нипкова.  В частности, Джон Бэрд в октябре 1925 года использовал их для передачи изображения. Уже в 1928 году Нипков смог увидеть телевизор, использующий его диски.
Но в 1930-х годах электронное телевидение, базировавшееся на разработках Фило Фарнсуорта и иконоскопе, созданном Владимиром Зворыкиным, полностью вытеснило механическое телевидение.

## ПередатчикPaul Nipkow
Лидеры Третьего рейха использовали в пропагандистских целях идею о телевидении как о немецком изобретении. Именно по этой причине первая общественная телевизионная станция, созданная в 1935 году, названа в честь Нипкова (нем. Fernsehsender Paul Nipkow). Сам Нипков стал почётным президентом «телевизионного совета» .

## Смерть
Нипков умер в одиночестве в Берлине в 1940 году. Похоронен на Третьем Панковском кладбище.

## Дополнительные ссылки
- [inventors.about.com/library/inventors/blnipkov.htm The Television System of Paul Nipkow] (англ.)
- "Will "camera-boxes" help catch Whitechapel Ripper?" A fictional piece about the use of Nipkow Disks in 1888 London, at Skeptic Friends Network. (англ.)